# Evropská družstevní společnost
Evropská družstevní společnost neboli Evropské družstvo či Eurodružstvo (zkratka SCE) je právnickou osobou, založenou podle předpisů Evropského práva obchodních společností fyzickými osobami s bydlištěm v různých členských státech EU nebo právnickými osobami zřízenými podle práva různých členských států EU, popřípadě vzniklou fúzí dvou stávajících družstev nebo přeměnou vnitrostátního družstva na novou právní formu bez nutnosti jeho předchozího zrušení, pokud má toto družstvo sídlo a správní ústředí v jednom členském státě a provozovnu nebo dceřinou společnost v jiném členském státě.

## Princip
Hlavním účelem evropské družstevní společnosti by mělo být uspokojování potřeb jejích členů nebo rozvoj jejich hospodářských nebo sociálních činností v souladu s těmito zásadami:
- svou činnost by měla evropská družstevní společnost vykonávat pro vzájemný prospěch jejích členů tak, aby každý člen měl užitek z její činnosti přiměřený k míře své účasti,
- členové evropské družstevní společnosti by měli být také zákazníky, zaměstnanci nebo dodavateli, nebo by měli být jinak zapojeni do její činnosti,
- členové by měli vykonávat kontrolu rovným dílem, i když může být povoleno také vážené hlasování, odrážející přispění každého člena do evropské družstevní společnosti,
- měla by být omezena výše úroku z úvěru a členských vkladů evropské družstevní společnosti,
- zisky by se měly rozdělovat v poměru k obchodům s evropskou družstevní společností nebo využít na krytí potřeb jejích členů,
- neměly by existovat žádné umělé překážky členství,
- při zrušení evropské družstevní společnosti by čistý obchodní majetek a rezervy měly být převedeny v souladu se zásadou neziskového převodu, to jest na jiný družstevní subjekt, který sleduje podobné cíle nebo cíle obecného zájmu.

Evropské družstevní společnosti jsou nadány výhodami v obchodě přes hranice jednotlivých členských zemí EU. Počítá se s tím, že v budoucnu sehrají významnou úlohu v rozvoji přeshraniční spolupráce v rámci tzv. euroregionů.

## Právní úprava
Právní úpravu Evropské družstevní společnosti obsahují na komunitární úrovni zejména:
- Nařízení Rady ES č. 1435/2003 ze dne 22. 7. 2003 o statutu evropské družstevní společnosti
- Směrnice Rady č. 2003/72/ES ze dne 22. 7. 2003, kterou se doplňuje statut evropské družstevní společnosti s ohledem na zapojení zaměstnanců.

Právní úpravu Evropské družstevní společnosti obsahuje na úrovni českého vnitrostátního práva zejména:
- Zákon č. 307/2006 Sb., o evropské družstevní společnosti